# Ctianopha
Ctianopha is een geslacht van vlinders van de familie tandvlinders (Notodontidae).

## Soorten
- C. argentilinea Schaus, 1906
- C. argyria Butler, 1879
- C. lilacina Draudt, 1932
- C. serena Schaus, 1906